# Homer Watson

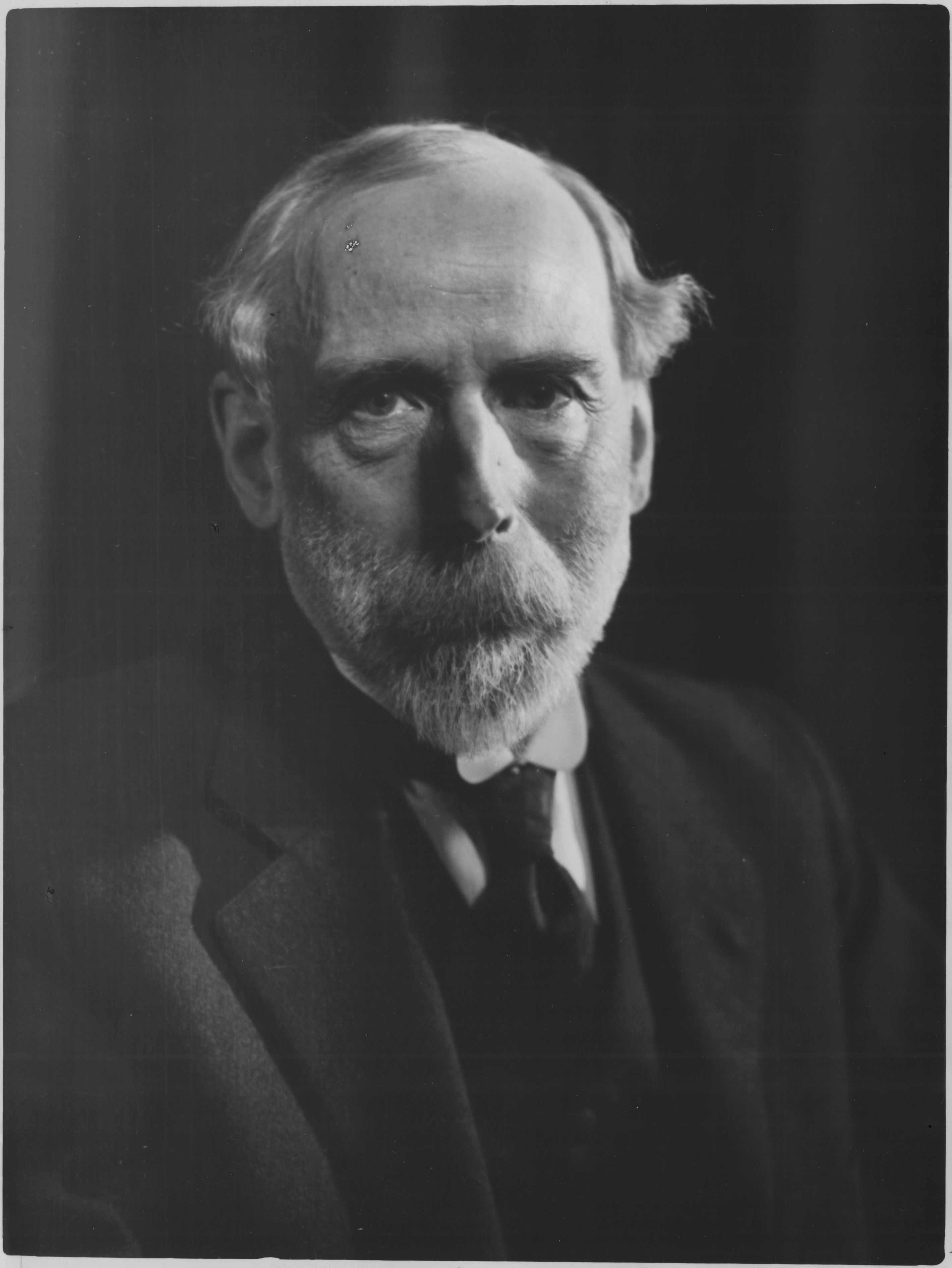
Homer Watson, 1930

Homer Ransford Watson (* 14. Januar 1855 in Doon, Upper Canada; † 30. Mai 1936 ebenda) war ein kanadischer Landschaftsmaler. Er gilt als einer der ersten Künstler, die in ihren Bildern der kanadischen Landschaft eine eigene Identität verliehen, anstatt europäische Stile zu imitieren. Obwohl Watson kaum eine formale Ausbildung hatte, wurde er von kanadischen Sammlern und Kritikern anerkannt und bewundert.

## Leben
Homer Watson wurde als zweites von fünf Kindern von Ransford Watson und Susannah Moore geboren. Nach dem Tod seines Vaters 1861 verließ er im Alter von sechs Jahren die Schule, um zum Lebensunterhalt der Familie beizutragen. Homer Watson erkannte früh, dass er Künstler werden wollte, suchte Rat bei Thomas Mower Martin  (1838–1934) und zog 1874 nach Toronto. Dort arbeitete er nebenberuflich mit John A. Fraser und Henri Perré im Fotoatelier Notman-Fraser. Er kopierte Gemälde an der Toronto Normal School und lernte andere Künstler wie Lucius O’Brien kennen. Während einer Reise nach New York 1876 wurde er von George Inness beeinflusst, einem Pionier der Hudson River School. 1887 siedelte Homer Watson nach England über, wo er vier Jahre lebte. In London lernte er die Maler George Clausen und James Abbott McNeill Whistler kennen und bewunderte die Werke des französischen Malers Jean-François Millet und anderer Maler der Schule von Barbizon sowie des einflussreichen britischen Landschaftsmalers John Constable (Oscar Wilde nannte Watson während einer Reise nach Kanada 1882 den „kanadischen Constable“).

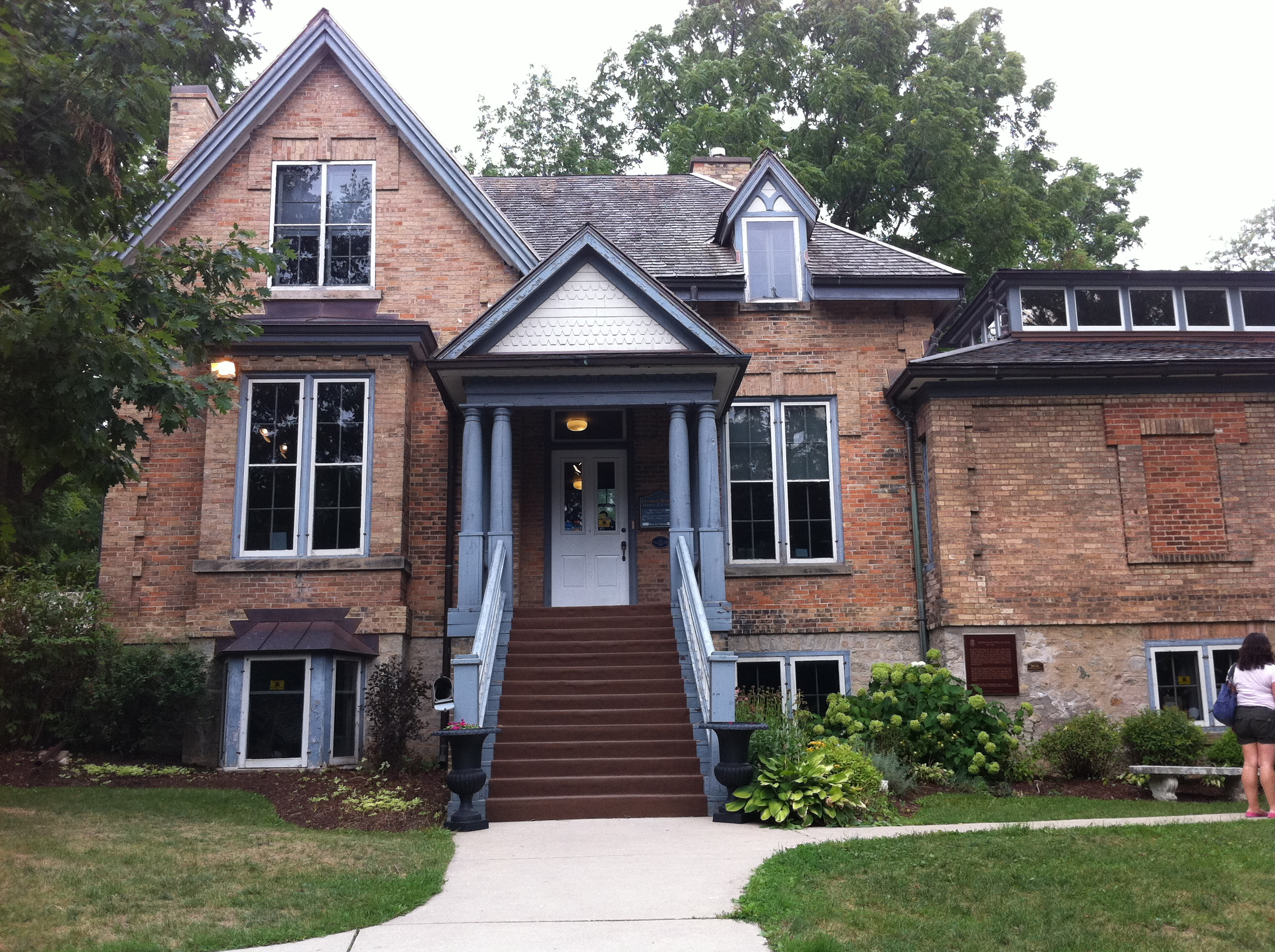
Homer Watson House

Homer Watson begann 1878 auszustellen, aber der Ankauf seines Gemäldes The Pioneer Mill für Königin Victoria auf der ersten Ausstellung der Royal Canadian Academy 1880 brachte ihm schon früh Anerkennung; das Gemälde ist noch heute in den Privaträumen von Schloss Windsor zu sehen. Bis zum Ende des Jahrhunderts schuf er zahlreiche bedeutende Gemälde: A Cornfield (1883), The Flood Gate (1900) und After the Rain (1883). Zu seinen Gönnern zählten Lord Strathcona, der Generalgouverneur von Kanada, James Ross, Oscar Wilde und viele wohlhabende Kanadier. Homer Watson und Edmund Morris gründeten 1907 den Canadian Art Club mit dem Ziel, importierte europäische Gemälde durch kanadische zu ersetzen, und Watson war bis 1911 Präsident. Von 1918 bis 1921 war Homer Watson Präsident der Royal Canadian Academy.
Homer Watson starb 1936 im Alter von 81 Jahren, nur einen Monat bevor ihm die Ehrendoktorwürde der University of Western Ontario in London verliehen werden sollte. Seine Schwester Phoebe Amelia, ebenfalls Künstlerin, zog nach seinem Tod bei ihm und ihrer Tochter ein und lebte bis zu ihrem Tod 1947 im Haus der Watsons. Im folgenden Jahr wurde in dem Haus die Doon School of Fine Arts gegründet, die bis 1966 bestand und an der so bedeutende Lehrer wie Frederick Horsman Varley und Carl Fellman Schaefer unterrichteten. Seit 1980 steht das Gebäude unter Denkmalschutz. Es wurde von der Stadt Kitchener erworben und ein Jahr später als Homer Watson House and Gallery eröffnet.
Im Jahr 2005 gab die kanadische Post anlässlich des 150. Geburtstags von Homer Watson, des 125-jährigen Bestehens der National Gallery of Canada und des 125-jährigen Bestehens der Royal Canadian Academy of Art zwei Briefmarken heraus, auf denen Down in the Laurentides (1882) und The Flood Gate (1900–01) abgebildet sind.

## Werk
Homer Watsons Gemälde zeichnen sich durch die Darstellung der ländlichen Landschaften Ontarios aus. Er war stark von der Schule von Barbizon beeinflusst und bemühte sich, die natürliche Schönheit Kanadas einzufangen. Seine Werke zeigen oft dichte Wälder, Flüsse und ländliche Szenen, die die Atmosphäre und Stimmung der kanadischen Wildnis widerspiegeln. Homer Watsons Bilder waren schon früh in seiner Karriere sehr detailliert, leuchtend und oft von mythischer Qualität. Einige von Homer Watsons späteren Werken sind modernistisch mit einem Hauch des romantischen nordischen Expressionismus, der einen großen Einfluss auf die Mitglieder der Group of Seven hatte. In seinem Spätwerk entfernt sich Watson von einer idyllischen, pastoralen Sicht der Natur.

## Galerie

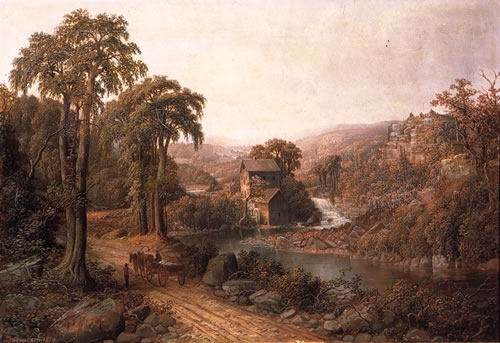
Old Mill and Stream (1879)
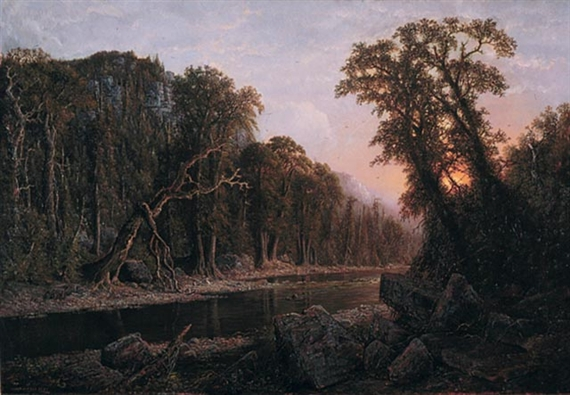
The Castellated Cliff (1879)
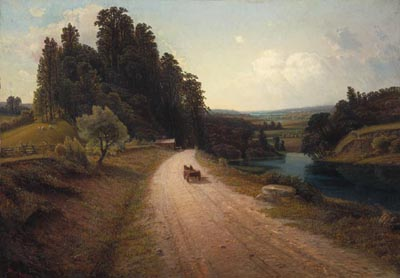
The Stone Road (1881)
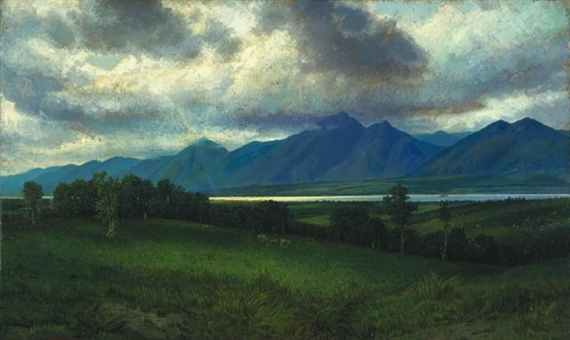
Down in the Laurentides (1882)
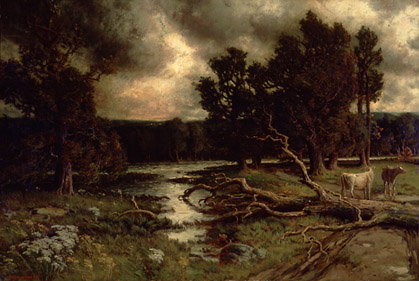
Near the Close of a Stormy Day (1884)
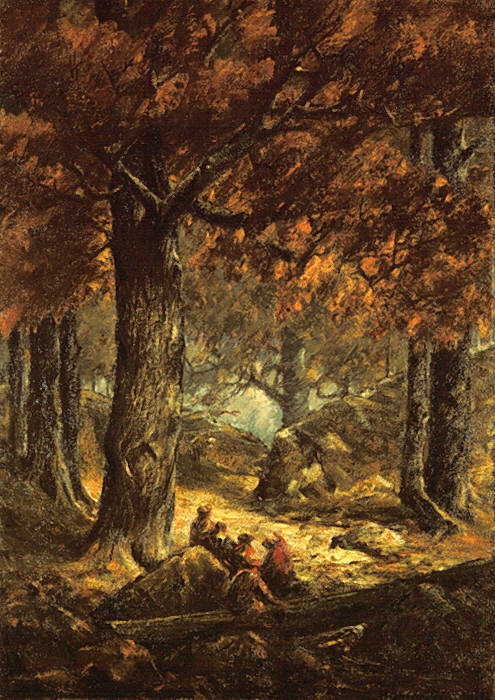
Nut Gatherers in the Forest (1900)
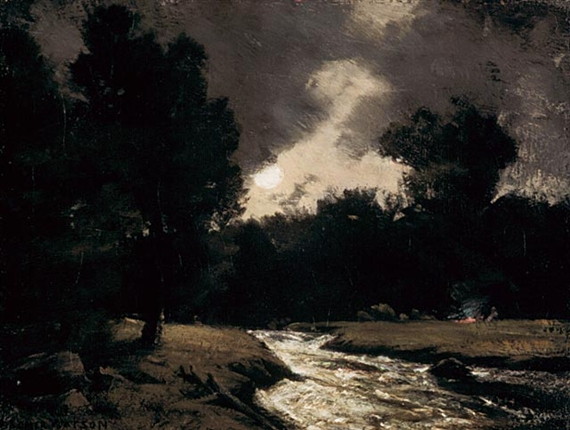
Rushing Stream by Moonlight (1905)
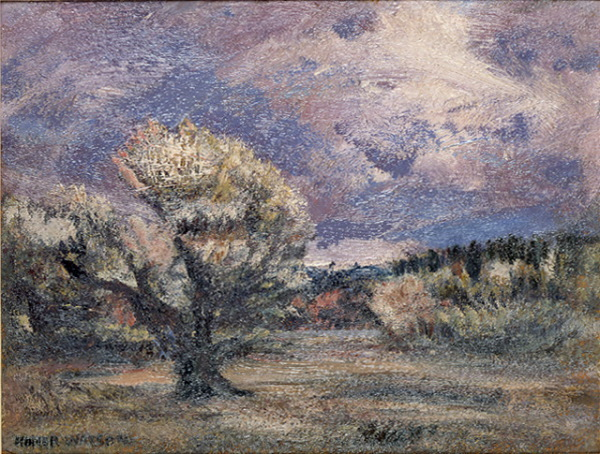
Pink Bush (1906)
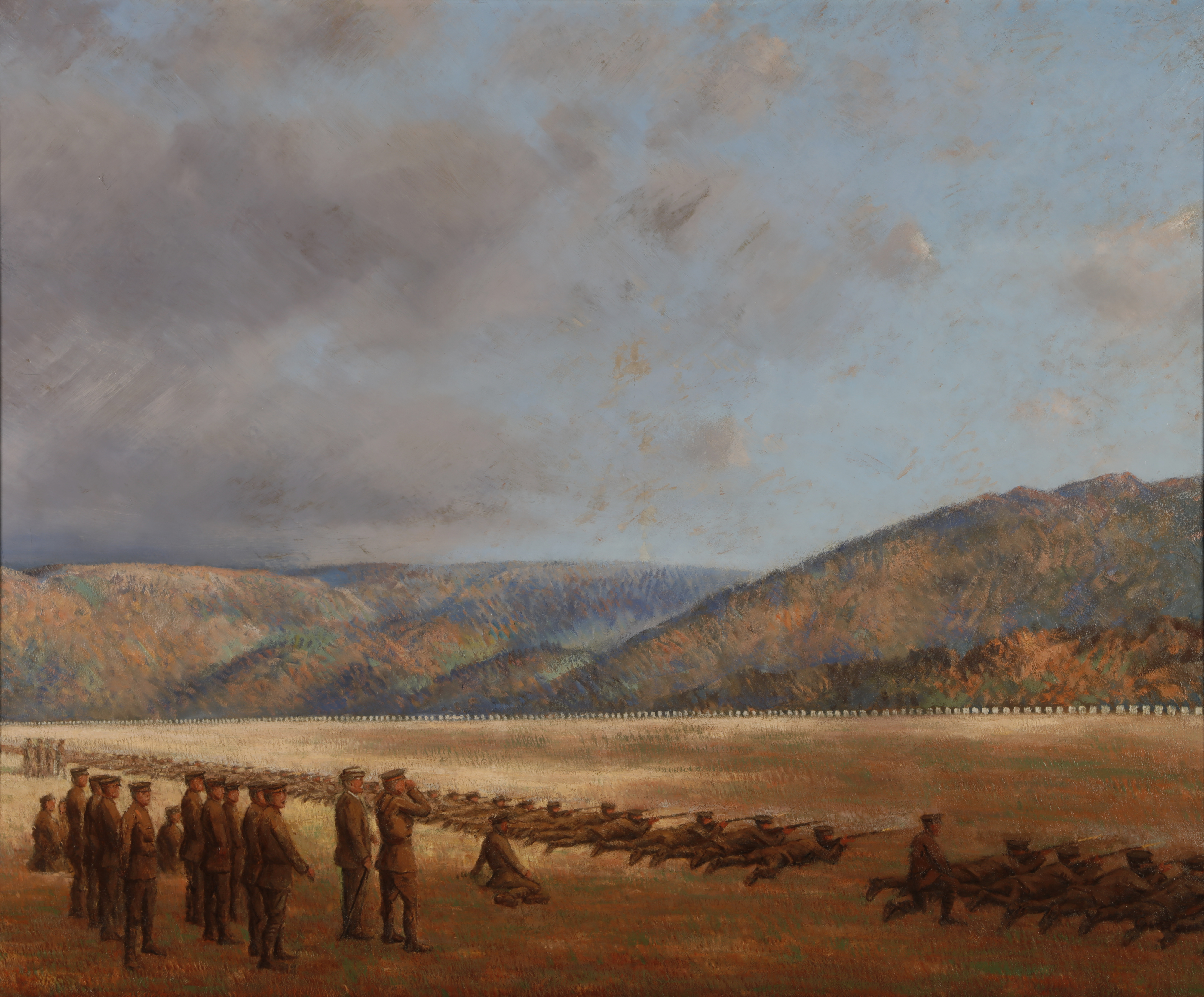
Camp at Sunrise (1915)
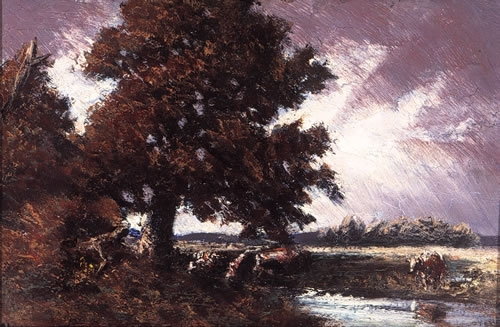
Study for Red Oak (1917)
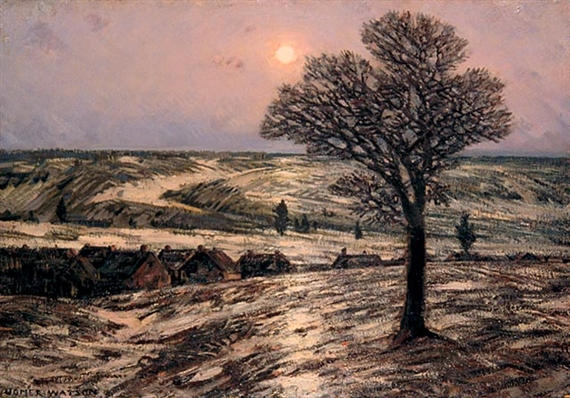
Moonlight, Waning Winter (1924)
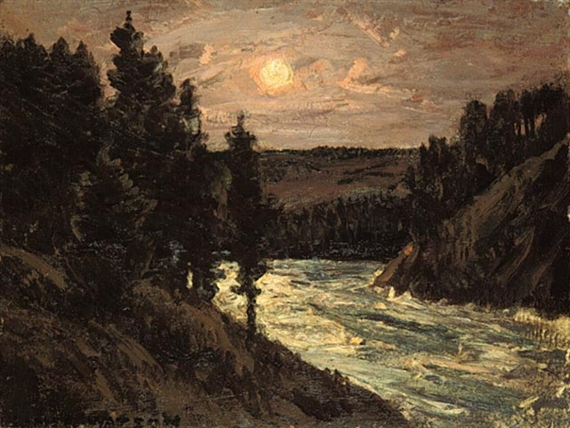
Mountain River (1932)